# إلواس بلاكويل
إلواس بلاكويل (بالإنجليزية: Eloise Blackwell) هي لاعبة اتحاد الرغبي نيوزيلندية، ولدت في 28 ديسمبر 1990.